# 秦宓
秦 宓（しん みつ、しん ふく）は、中国後漢末期から三国時代の学者・政治家。蜀漢に仕えた。字は子勅。益州広漢郡綿竹県の人。

## 生涯
若い頃から文才や弁論に優れており、州や郡からたびたび招聘されたが、病と称して出仕することはなかった。劉焉の招聘を受けた際にも辞退したものの、湯王と伊尹、何武と襲勝・襲舎の故事を引いて同郷の任安を推薦した。後年、諸葛亮が任安の優れた点を秦宓に尋ねると、「人の善事を記憶し、過失を忘れるところです」と答えた。
劉璋の時代にも、同郷の治中従事王商からの出仕の誘いを拒否した。後に王商が荘遵と李弘のために祠を立てると、秦宓は手紙を送り、司馬相如も祀るように要請した。
同郷の彭羕は傲慢な性格で他人を軽侮することが多かったが、秦宓だけは尊敬し、広漢太守の許靖に推薦した。しかし秦宓がこれに応えた記録は見えない。
劉備が益州を平定した後、広漢太守の夏侯纂は秦宓を五官掾・師友祭酒に任命して仲父と呼んだが、秦宓は病と称して出仕しなかった。夏侯纂は三度その邸宅を訪れ、ある時は功曹の古朴、主簿の王普を伴い、食膳を持ち運んで語り合ったが、それでも秦宓が自邸から出ることはなかった。
その後、劉備に召し出されて従事祭酒となった。劉備が関羽の敵討ちのため呉を攻めようとした際（夷陵の戦い）に諌言し、一時投獄されている。
建興2年（224年）、諸葛亮は益州牧になるとかねてより徳望高い士人を属官に抜擢したが、秦宓もその1人として別駕従事となった。その後、左中郎将・長水校尉に転任した。呉の使者として張温が来訪すると、秦宓は弁舌でもって彼を言い負かし、「蜀に秦宓がいるのは、魯に孔子がいるようなものだ」と称賛を受けた。
大司農への昇進を経て、建興4年（226年）に死去した。
五帝の系譜、また皇・帝・王・覇について語り、その論は非常に筋道立っていた。譙周は若い頃に何度も秦宓を訪ねて質問し、その言葉を『春秋然否論』の中に記録した。『三国志』の編者陳寿は秦宓について「世俗から離れることを良しとしながら、愚人のふりをして世を避けようとはしなかった。しかし受け答えには余裕があり、文章は壮麗であった。一代の才士と言えよう」と評した。

## 三国志演義
小説『三国志演義』では、劉璋配下として登場する。劉璋が劉備を益州に迎えようとした際は反対した。劉備軍の簡雍が降伏勧告に来た時には、簡雍が取った傲慢な態度を一喝している。